# 遭到流放的轉生重騎士憑藉遊戲知識大開無雙
《遭到流放的轉生重騎士憑藉遊戲知識大開無雙》是猫子原著的輕小說系列，最初連載於成為輕小說家吧，改編漫畫由武六甲理衣繪畫。漫畫在2022年連載於《Yanmanga Web》，單行本第一卷則於2022年6月6日發售。2024年9月5日宣佈動畫化決定，由GoHands製作，並於2026年預定放送。

## 故事簡介
主角埃爾瑪轉世到前世進入的遊戲世界，出身劍士血統的埃爾瑪，在15歲的加護儀式上被發現培養出稱為「缺陷職業」的重騎士，因此被剝奪下一任當家之位並被驅逐。失去家園、家人和生活的埃爾瑪，因玩過這款遊戲，知道重騎士是最強的職業並充分利用。

## 登場人物

### 主要人物
埃爾瑪·埃德文（聲優：大塚剛央）
本作主角，職業為「重騎士」。轉生者、埃德文伯爵家的繼承者，但因為選擇被貴族公認最弱的職業重騎士而被剝奪繼承人的資格並驅逐。憑藉高超的戰鬥技巧和豐富的知識屢次以弱勝強。
露切·盧比斯（聲優：若山詩音）
本作女主角，職業為「道化師」。實力太弱被原隊伍驅逐時碰巧遇見埃爾瑪，因持有豪運技能而被埃爾瑪邀請。運氣值異常高，殺死怪物時必定會獲得稀有物品。在埃爾瑪的培養下實力大幅提升，後期獲得技能書「死神的凶手」後更成為小隊的主攻手。
凱爾特
職業為「獵人」。在攻略「悲嘆墓所」後與梅亞貝爾加入了以埃爾瑪為首的小隊。
梅亞貝爾
職業為「僧侶」。個性腹黑。在攻略「悲嘆墓所」後與凱爾特加入了以埃爾瑪為首的小隊。

### 諾爾遜王國

#### 埃德文伯爵家
艾薩斯·埃德文
埃德文伯爵家現任當家，埃爾瑪的父親。因埃爾瑪選擇了公認最弱的職業「重騎士」而把對方逐出家門，但把埃爾瑪逐出家門的同時也給予了對方一筆足以支撑短期生活開支的資金、裝備、物資。在埃爾瑪擊敗瑪莉絲後不再找埃爾瑪麻煩，同時也認可了露切，並把埃爾瑪託付予她。
瑪莉絲·埃德文（聲優：阿部菜摘子）
埃德文伯爵家分家的成員，因獲得「劍聖」一職而成為艾薩斯的養女。對埃爾瑪抱有極度扭曲的情感，一方面想百般折磨埃爾瑪，另一方面卻搬入伯爵家後對埃爾瑪的房間發情。雖然透過「生命轉移」殺死死囚提高等級，卻由於缺乏實戰經驗和戰鬥技術拙劣而慘敗在埃爾瑪手上。

#### 哈洛德侯爵家
絲諾．哈洛德
哈洛德侯爵千金，哈汀的長女，職業為「冰晶騎士」。實際上容易害羞，不擅長與陌生人談話，經常由伊莎貝拉作為代言人替自己發言。
哈汀．哈洛德
哈洛德侯爵現任當家，絲諾的父親。由於容貌的緣故而經常被旁人誤解是一名惡人。
伊莎貝拉
哈洛德侯爵家的女騎士，職業為「聖騎士」。絲諾的護衛。

#### 希茨伯爵家
希爾曼·比茨
希茨伯爵家現任當家，卡莉絲的父親。擅長鍊金術。

#### 魔銀之笛
卡莉絲·希茨
冒險者戰團「魔銀之笛」會長兼鍊金術師，擅長鍊金術。希茨伯爵家千金。希爾曼第五個孩子，母親是希爾曼的第三夫人。由於能力過於優秀被嫡母疏遠而被逼離開家族。表面身份是鍊金工坊小型「小人之竈」的店長，並以鎧甲魔像作為自己的替身，以「魔銀之笛」會長身份示人。
銀面卿
冒險者戰團「魔銀之笛」名義上的會長，實際上卻是由卡莉絲製造的鎧甲魔像。
弗蘭格
冒險者戰團「魔銀之笛」成員。個性卑劣怕死，企圖篡奪「魔銀之笛」取代卡莉絲成為戰團會長。在聯合作戰中拋棄部下逃亡，事後因拋棄部下和企圖篡奪「魔銀之笛」的計劃曝光而逃走。

### 夢神的先鋒
擁有的知識在貴族之上，以引發大災難為目標的恐怖組織。透過人為促使夢之主存在進化引發大災難。
卡洛斯
A級冒險者，職業為「魔劍士」。稱號為「黑炎刃」。實際上是夢神的先鋒的成員，在多個夢之穴設置「哀嘆的偏方面體」促使夢之主存在進化和引發「王的彷徨」的犯人。

## 出版書籍

### 輕小說
| 卷數 | 讲谈社       | 讲谈社                 |
| 卷數 | 發售日期     | ISBN                   |
| ---- | ------------ | ---------------------- |
| 1    | 2022年6月2日 | ISBN 978-4-065-27822-2 |
| 2    | 2023年4月1日 | ISBN 978-4-065-31646-7 |
| 3    | 2024年2月2日 | ISBN 978-4-065-34769-0 |

### 漫畫
| 卷數 | 讲谈社         | 讲谈社                 | 東立出版社    | 東立出版社             |
| 卷數 | 發售日期       | ISBN                   | 發售日期      | ISBN                   |
| ---- | -------------- | ---------------------- | ------------- | ---------------------- |
| 1    | 2022年6月6日   | ISBN 978-4-06-528143-7 | 2025年4月10日 | ISBN 978-626-02-3701-1 |
| 2    | 2022年8月19日  | ISBN 978-4-065-28804-7 |               |                        |
| 3    | 2022年11月18日 | ISBN 978-4-065-29810-7 |               |                        |
| 4    | 2023年2月6日   | ISBN 978-4-065-30715-1 |               |                        |
| 5    | 2023年4月20日  | ISBN 978-4-065-31392-3 |               |                        |
| 6    | 2023年7月20日  | ISBN 978-4-065-32366-3 |               |                        |
| 7    | 2023年10月19日 | ISBN 978-4-065-33609-0 |               |                        |
| 8    | 2023年12月20日 | ISBN 978-4-065-34021-9 |               |                        |
| 9    | 2024年3月18日  | ISBN 978-4-065-34932-8 |               |                        |
| 10   | 2024年6月19日  | ISBN 978-4-065-35606-7 |               |                        |
| 11   | 2024年9月5日   | ISBN 978-4-065-36878-7 |               |                        |
| 12   | 2024年12月6日  | ISBN 978-4-065-37904-2 |               |                        |
| 13   | 2025年3月6日   | ISBN 978-4-065-38912-6 |               |                        |
| 14   | 2025年6月6日   | ISBN 978-4-065-39940-8 |               |                        |

## 外部連結
- 動畫官方網站（日語）
- KAKUYOMU （页面存档备份，存于）（日語）
- 成為小說家吧（日語）
- Yanmanga Web （页面存档备份，存于） -漫畫（日語）